# 山川久明
山川 久明（やまかわ ひさあき、1925年5月25日 - 2005年1月7日）は、日本の実業家で、学校経営者だった人物。元学校法人旭川大学理事長。新潟県出身。

## 略歴
- 秋田鉱山専門学校卒業後、新潟日報社に入社
- 伯父の経営する山川組に入社
- その後、同社取締役、代表取締役常務、代表取締役専務を歴任
- 1971年山川組 代表取締役社長に就任
- 1983年学校法人旭川大学理事長に就任（ - 2004年）
- 2001年旭川商工会議所会頭（ - 2005年）
- 2005年、同会頭在職中に心筋梗塞のため死去[1]。

この他、公職として長らく旭川建設業協会監事に就任。また、旭川の文化人団体会長も務めた。

## エピソード
建設人では異色の文筆好きで、文化人であった為、長らく学校法人旭川大学理事長を務め上げた。